# 迟花郁金香
迟花郁金香（学名：[Tulipa kolpakowskiana] 错误：{{Lang}}：文本有斜体标记（帮助））是百合科郁金香属的植物。分布在中国大陆的新疆等地，目前尚未由人工引种栽培。